# 盧商
盧 商（ろ しょう、789年 - 859年）は、唐代の官僚・政治家。字は為臣。本貫は范陽郡涿県。

## 経歴
河南県尉の盧広の子として生まれた。澧州刺史の盧昂の孫にあたる。幼くして父を失い、貧苦の中で学問につとめた。元和4年（809年）、進士に及第し、さらに書判抜萃科に登第した。秘書省校書郎を初任とした。范傅正が宣歙観察使となると、盧商は召し出されて従事をつとめた。王播と段文昌が相次いで剣南西川節度使となると、盧商は記室として補佐し、礼部員外郎に累進した。入朝して工部員外郎・河南県令となり、工部郎中・度支郎中・司封郎中を歴任した。大和9年（835年）、京兆少尹に転じ、権大理寺卿事をつとめた。
開成元年（836年）、盧商は蘇州刺史として出向した。蘇州の人は塩法が煩瑣なことと奸吏が漁業を侵犯することに苦しんできたが、盧商が赴任してくると、塩を売る定額をなくしたため、蘇州の人々に都合が良くなった。開成2年（837年）、盧商は潤州刺史・浙江西道都団練観察等使となった。入朝して刑部侍郎となり、京兆尹に転じた。会昌3年（843年）、朝廷が昭義軍の劉稹を討伐すると、盧商は戸部侍郎・判度支となり、供軍使を兼ね、討伐軍への補給を欠かさなかった。会昌4年（844年）、劉稹の乱が鎮圧されると、盧商は検校礼部尚書・梓州刺史・剣南東川節度使を加えられた。
会昌6年（846年）、宣宗が即位すると、盧商は入朝して兵部侍郎となった。ほどなく本官のまま同中書門下平章事となり、范陽郡開国公に封じられ、工部尚書を兼ねた。大中元年（847年）、検校工部尚書となり、鄂岳観察使として出向し、検校兵部尚書を加えられた。大中13年（859年）、病のため交代を求め、召還されて戸部尚書に任じられた。この年の8月、漢陰駅で死去した。享年は71。
子に盧知遠・盧知微・盧知宗・盧僧朗・盧蕘があった。

## 伝記資料
- 『旧唐書』巻176 列伝第126
- 『新唐書』巻182 列伝第107